# Pronolagus crassicaudatus
Espèce
Statut de conservation UICN

 LC  : Préoccupation mineure
Pronolagus crassicaudatus est une espèce de lapin. C’est un mammifère de la famille des Leporidae.
Bien qu'appelé Natal Red Rockhare (traduction : lièvre roux du Natal) dans certaines classifications anglophones, ce léporidé n'est pas un lièvre (Lepus) mais bien un lapin car ses petits naissent nus et doivent rester au nid après la naissance. Ceci est confirmé par la classification génétique qui le nomme greater red rock rabbit (traduction : grand lapin roux des rochers) .